# Groote Laagte
Groote Laagte est une ville du Botswana.